# Itzhak Perlman
Itzhak Perlman (hebrejski: יצחק פרלמן; rođen 31. kolovoza 1945.) izraelsko-američki je violinist, dirigent i glazbeni pedagog. Tijekom svoje karijere nastupao je diljem svijeta i Sjedinjenih Američkih Država, te u posebnim prilikama poput državne večere u Bijeloj kući u čast kraljice Elizabete II. 2007. i predsjedničke inauguracije Baracka Obame 2009. godine. Dirigirao je Detroitskim simfonijskim orkestrom, Philadelphijskim orkestrom i Westchesterskom filharmonijom. U 2015. godini nagrađen je Predsjedničkom medaljom za slobodu. Dobitnik je 16 nagrada Grammy za pojedinačne izvedbe i nagrade Grammy za životno djelo, te četiri nagrade Emmy.

## Mladost
Perlman je rođen 1945. godine u Tel Avivu. Njegovi roditelji Chaim i Shoshana Perlman bili su poljski Židovi koji su se, neovisno jedno o drugome, doselili u Britanski mandat Palestine (današnji Izrael) sredinom 1930-ih prije nego što su se upoznali i kasnije vjenčali. Perlmanu je dijagnosticiran polio u dobi od četiri godine i od tada je hodao pomoću nosača i štaka, te zbog čega svira violinu isključivo u sjedećoj poziciji. Od 2018. godine koristi se štakama ili električnim Amigo skuterom za mobilnost. Perlman se za violinu prvi put počeo zanimati nakon što je na radiju čuo izvedbu klasične glazbe. U dobi od tri godine nije pušten u Shulamit Konzervatoriju jer je bio premalen za držanje violine. Umjesto toga, učio je kako svirati instrument koristeći se igračkom violinom dok nije bio dovoljno star da bi mogao studirati s Rivkom Goldgart na Shulamit Konzervatoriju i na Muzičkoj akademiji u Tel Avivu (sada Muzička škola Buchmann-Mehta), gdje je s 10 godina izveo svoj prvi recital. U Sjedinjene Države preselio se s 13 godina kako bi studirao u Juilliard School-u, kod pedagoga za violinu Ivana Galamiana njegove asistentice Dorothy DeLay.

## Karijera

### Izvedbe
Perlman je dva puta 1958. gostovao u emisiji The Ed Sullivan Show, te ponovo 1964. u istoj emisiji s Rolling Stonesima.Debitirao je u Carnegie Hallu 1963. godine, a pobijedio na natjecanju u Leventrittu 1964. Ubrzo nakon toga, krenuo je u mnoge turneje. Osim opsežne karijere snimanja i nastupa, nastavio je gostovati u američkim televizijskim emisijama poput The Tonight Showa i Sesame Streeta. Iako ga nikada nisu plaćali ili prodavali kao pjevača, pjevao je ulogu "Un carceriere" ("zatvorenik") na snimci Puccinijeve " Tosce " iz EMI 1981. u kojoj su sudjelovali Renata Scotto, Plácido Domingo i Renato Bruson, a koju je dirigirao James Levine. Ranije je otpjevao ulogu u ulomku iz opere na televizijskom programu za mirovinske beneficije iz mirovinskog fonda iz 1980., u sklopu serije Live from Lincoln Center s Lucianom Pavarottijem u ulozi Cavaradossija i Zubin Mehtom koji su vodili njujoršku filharmoniju. Dana 5. srpnja 1986. nastupio je u New Yorkškoj Filharmoniji povodom 100. godišnjice nastanka Kipa Slobode, koja je uživo emitirana na ABC Televiziji u Sjedinjenim Državama. Orkestar, kojim je dirigirao Zubin Mehta, nastupio je u Central Parku.
1987. godine pridružio se Izraelskoj filharmoniji (IPO) na njihovim koncertima u Varšavi i Budimpešti, kao i drugim gradovima zemalja istočnog bloka. S IPO-om je u proljeće 1990. prvi puta gostovao i u Sovjetskom Savezu, s koncertima u Moskvi i Lenjingradu. S IPO-om je ponovo gostovao 1994. godine u Kini i Indiji. Godine 2015. u programu klasične glazbe pod nazivom The Chamber Music Society iz Lincoln Centra u produkciji WQXR u New Yorku, otkriveno je da je Perlman izveo nekreditirani solo violine u pjesmi Billyja Joela iz 1989. "The Downeaster Alexa". Iako je prije svega solo umjetnik, Perlman je nastupio s nizom drugih glazbenika, među kojima su Yo-Yo Ma, Pinchas Zukerman, Jessye Norman, Isaac Stern i Jurij Temirkanov na proslavi 150. obljetnice rođenja Petra Iljiča Čajkovskog u Lenjingradu u prosincu 1990. Također je svirao i snimao sa svojim prijateljem i kolegom izraelskim violinistom odnosno violistom Pinchasom Zukermanom u više navrata tijekom godina. Osim što svira i snima klasičnu glazbu po kojoj je najpoznatiji, Perlman je svirao i jazz, uključujući album snimljen s jazz pijanistom Oscarom Petersonom, te osim toga i klezmer. Perlman je bio solist u nizu snimki filmske glazbe, poput teme filma Schindlerova lista (1993.), autora Johna Williamsa, koji je nakon toga osvojio Oscara za najbolju originalnu glazbu. U novije je vrijeme bio solist za glazbu u filmu Memoirs of Geisha iz 2005. godine, zajedno s violončelistom Yo-Yo Maom. Perlman je također svirao selekcije iz glazbenih partitura filmova nominiranih za "Najbolju originalnu skladbu" na 73. dodjeli akademskih nagrada s Yo-Yo Maom i na 78. dodjeli akademskih nagrada.

### Antologijske izvedbe
Perlman je svirao na državnoj večeri kojoj je 7. svibnja 2007. prisustvovala kraljica Elizabeta II., u Istočnoj Sobi (East Room) u Bijeloj kući. Izveo je "Air and simple gifts" Johna Williamsa na otvorenju svečanosti 2009. godine za Baracka Obamu uz Yo-Yo Maa (violončelo), Gabrielu Montero (klavir) i Anthonyja McGilla (klarinet). Dok je kvartet svirao uživo, glazba je istovremeno puštana preko zvučnika, a na televiziji je snimka rađena dva dana ranije zbog zabrinutosti da bi hladno vrijeme moglo oštetiti instrumente. Nastupio je u Disneyjevoj Fantaziji 2000., gdje je predstavio segment Pines of Rome, zajedno sa Steveom Martinom. 2. studenog 2018. Perlman je obilježio 60.-u obljetnicu svog prvog nastupa u emisiji The Ed Sullivan Show kao gost emisije The Late Show with Stephen Colbert.

## Podučavanje
Perlman je 1975. prihvatio fakultetsko mjesto na Konzervatoriju za glazbu na Brooklyn Collegeu. 2003. godine imenovan je nositeljem Dorothy Richard Starling fondacije za studije violine u Juilliard Schoolu, naslijedivši svoju vlastitu učiteljicu, Dorothy DeLay. Trenutno također predaje studentima jedan na jedan na Perlmanovom glazbenom programu (Perlman Music Program) na Long Islandu u državi New York, rijetko održavajući masterclass.

### Perlmanov glazbeni program
Perlmanov glazbeni program, osnovan 1994. godine od Perlmanove supruge, Toby Perlman i Suki Sandler, započeo je kao ljetni kamp za talentirane svirače gudačkih instrumenata u dobi između 12 i 18 godina, koji se tijekom vremena proširio na jednogodišnji program. Studenti tako imaju priliku da ih podučava sam Itzhak Perlman prije nego što nastupaju na mjestima poput sinagoge Sutton Place i javnih škola. Upoznavanjem studenata i poticanjem istih da zajedno vježbaju, program nastoji omogućiti glazbenicima koji bi inače vježbali sami da razvijaju mrežu prijatelja i kolega, te da umjesto da ostanu izolirani pronađu područje kojem pripadaju.

## Dirigiranje
Početkom novog tisućljeća Perlman je počeo dirigirati.[15] U Simfonijskom orkestru u Detroitu preuzeo je mjesto glavnog gostujućeg dirigenta. Radio je kao glazbeni savjetnik Simfonijskog orkestra u Saint Louisu od 2002. do 2004. godine. U studenome 2007., Westchesterska filharmonija najavila je imenovanje Perlmana umjetničkim voditeljem i glavnim dirigentom. Njegov prvi koncert u tim ulogama bio je 11. listopada 2008. godine, u all-Beethoven programu s pijanistom Leonom Fleisherom kada je izveo Beethovenov "Carski Koncert".

## Instrumenti
Perlman svira Soil Stradivarius violinu iz 1714. godine, nekada u vlasništvu Yehudija Menuhina, koja je smatrana jednom od najboljih violina napravljenih tijekom Stradivari-jevog "zlatnog razdoblja". Perlman također svira i 1743. „Sauret“ Guarnerija del Gesùa i 1740. „ex-Kreisler“ Carla Bergonzija.

## Osobni život
Perlman živi u New Yorku sa suprugom Toby, također akademskom violinisticom. Imaju petero djece, uključujući Navaha Perlmana, koncertnog pijanista i komornog glazbenika. Perlman je daleki rođak kanadske komičarke i televizijske ličnosti Howie Mandel. Perlman ima sinesteziju pa ga je Maureen Seaberg propitivala o Okusu svemira i o senzaciji posjedovanja toga fenomena.

## Priznanja i nagrade
- 1964.: natjecanje u Leventrittu - pobjednik
- 1977.: Nagrada Grammy za najbolju izvedbu instrumentalnih solista (s orkestrom): Antonio Vivaldi: Četiri godišnja doba
- 1978.: Nagrada Grammy za najbolju izvedbu komorne glazbe: Beethoven: Sonate za violinu i klavir (s Vladimirom Ashkenazyjem)
- 1978.: Grammy nagradu za najbolji klasični album: Brahms: Koncert za violinu u D
- 1980.: Nagrada Grammy: Najbolja instrumentalna solistička izvedba (bez orkestra): Španjolski album
- 1980.: Nagrada Grammy: Najbolja izvedba komorne glazbe: Glazba za dvije violine (s Pinchasom Zukermanom )
- 1980.: Nagrada Grammy za najbolju izvedbu instrumentalnih solista (s orkestrom): Koncert za violinu i violončelo Brahms u maloljetnici (s Mstislavom Rostropovičem) (TIE)
- 1980.: Nagrada Grammy za najbolju izvedbu instrumentalnih solista (s orkestrom): Berg: Koncert za violinu / Stravinski: Koncert za violinu u D (TIE)
- 1981.: Nagrada Grammy za najbolju izvedbu instrumentalnih solista (s orkestrom): Isaac Stern 60. obljetnica (s Isaacom Sternom i Pinchasom Zukermanom )
- 1981..: Nagrada Grammy za najbolju izvedbu komorne glazbe: Čajkovski: Klavirski trio u molu (s Lynn Harrell i Vladimirom Ashkenazyjem )
- 1982.: Nagrada Grammy za najbolju izvedbu instrumentalnih solista (s orkestrom): Elgar: Koncert za violinu u molu
- 1987.: Nagrada Grammy za najbolju izvedbu komorne glazbe: Beethoven: Kompletni klavirski trio (s Lynn Harrell i Vladimirom Ashkenazyjem )
- 1987.: Nagrada Grammy za najbolju izvedbu instrumentalnih solista (s orkestrom): Mozart: Koncert za violinu br. 2 i 4
- 1990.: Nagrada Grammy za najbolju izvedbu komorne glazbe: Brahms: Tri violinske sonate (s Danielom Barenboimom )
- 1990.: Nagrada Grammy za najbolju izvedbu instrumentalnih solista (s orkestrom): Šoštakovič Koncert za violinu br. 1 u A molu / Glazunov
- 1995.: Nagrada Grammy za najbolju izvedbu instrumentalnih solista (s orkestrom): Američki album - djela Bernsteina, Barbera, Fossa
- 2003.: Nagrada Kennedy Center Honors
- Travanj 1980.: časopis Newsweek predstavio je gosp. Perlmana na naslovnici.[18]
- 1986.: Predsjednik Reagan odlikovao ga je medaljom za slobodu (Presidental medal for freedom).[19]
- 1992.: Nagrada Emmy: Izvanredan klasični program u izvedbenim umjetnostima: Perlman u Rusiji
- 1994.: Nagrada Emmy: Izuzetno postignuće pojedinca: Kulturno programiranje
- 1996.: Nagrada Emmy: Izvanredan kulturni glazbeno-plesni program: Itzhak Perlman: U Fiddlerovoj kući
- 1999.: Nagrada Emmy: Izvanredan klasični glazbeno-plesni program: Itzhak Perlman: Fiddling for the Future
- 2000.: Predsjednik Clinton dodijelio mu je nacionalnu medalju za umjetnost[19]
- 2005.: Nagrada Golden Plate Award Američke Akademije[20]
- 2008.: Nagrada za životno djelo Grammy
- 2015.: Predsjednik Obama odlikovao ga je medaljom za slobodu (Presidental medal for freedom)[21][22]
- 2016.: Nagrada Genesis od premijera Izraela.[23]
- 2017.: Tema je dokumentarnog filma Itzhak u režiji Alison Chernick.[24]

## Vanjske poveznice
http://www.itzhakperlman.com/  Arhivirana inačica izvorne stranice od 13. srpnja 2011. (Wayback Machine)